# Пакицетуси
Пакицетусите (Pakicetus) са изчезнал род китоподобни от семейство пакицетусови (Pakicetidae), обитавали днешен Пакистан в началото на периода еоцен. По-голямата част от палеонтолозите считат представителите на този род за най-първичните китове.

## Описание
Въз основа размерите на открити черепи и в по-малка степен на базата на добре запазени скелети, се смята, че пакицетусите са били 1 – 2 метра на дължина. Изглеждали са много по-различно от съвременните китоподобни и по формата на тялото си повече приличали на живеещите на сушата, копитни бозайници. За разлика от всички по-късни китоподобни, те са имали четири напълно функционални крака.

## Класификация
Род Пакицетуси
- Вид †P. inachus Gingerich & Russell, 1981
- Вид †P. attocki West, 1980
- Вид †P. calcis Cooper, Thewissen & Hussain, 2009
- Вид †P. chittas Cooper, Thewissen & Hussain, 2009